# El Ventador
El Ventador és una muntanya de 215 metres que es troba al municipi de Sant Climent Sescebes, a la comarca catalana de l'Alt Empordà.